# Andinomyini
Andinomyini – plemię ssaków z podrodziny bawełniaków (Sigmodontinae) w obrębie rodziny chomikowatych (Cricetidae).

## Zasięg występowania
Plemię obejmuje gatunki występujące w Ameryce Południowej.

## Podział systematyczny
Do plemienia należą następujące rodzaje:
- Punomys Osgood, 1943 – punowiec
- Andinomys O. Thomas, 1902 – andomysz – jedynym przedstawicielem jest Andinomys edax O. Thomas, 1902 – andomysz punańska